# 다카기 하야토
다카기 하야토(일본어: 高木 勇人, 1989년 7월 13일 ~ )는 일본의 프로 야구 선수이며, 전 퍼시픽 리그인 사이타마 세이부 라이온스의 소속 선수(투수)이다.

## 인물

### 프로 입단 전
초등학교 4학년 때부터 야구를 시작하여 가이세이 고등학교 시절에는 투수로서 활약, 2학년 가을에 열린 소속 현 대회에서 팀 우승을 이끌었을 뿐만 아니라 도카이 대회에서 4강에 진출하는 데 기여했다. 3학년 여름에 열린 준결승전에서 나카이 다이스케가 소속된 우지야마다 상업고등학교에게 패했다. 프로 지망계를 제출했지만 프로 구단으로부터의 지명은 없었고 사회인 야구팀인 미쓰비시 중공업 나고야에서 7년 간 소속됐다. 도시 대항 대회에 6번이나 출전(그 중 두 차례는 보강 선수)했는데 최고 속도 153 km/h의 속구는 각 구단의 스카우트들로부터 주목을 받아 매년마다 드래프트 후보로도 거론됐다. 다만 제구가 안되는 것이 약점이어서 드래프트 지명이 계속 보류됐지만 2014년에 제구가 크게 개선되면서 그해 10월에 열린 프로 야구 드래프트 회의에서는 요미우리 자이언츠로부터 3순위 지명을 받고 입단했다.
사회인 시절에는 주로 구원 투수로 활약했지만 2014년 6월 도시 대항 대회 도카이 지구 2차 예선에서 마지막 제7 대표 결정전에서 선발 등판해 야마하를 4피안타 완봉승을 거뒀다. 이 대회에서는 구원으로 등판해 3과 1/3이닝을 던져 8개의 탈삼진을 기록했다. 급성장한 모습을 요미우리의 야마시타 스카우트 부장은 높이 평가하여 “선발도 구원도 가능하다”라고 평가했다.

### 프로 입단 후

#### 2015년
2월 22일, 도호쿠 라쿠텐 골든이글스와의 시범 경기에 첫 등판하여 1이닝 동안 삼자 범퇴로 처리했다.
같은 해 3월 3일, 홋카이도 닛폰햄 파이터스와의 시범 경기에서는 5회부터 등판하여 3이닝 무실점(피안타 1개, 탈삼진 2개)의 호투를 보였다. 마운드에서는 가끔 미소를 보이며 동갑 내기인 나카타 쇼와의 첫 대결에 대해 “긴장은 하지 않았다. ‘드디어 (나카타와)상대할 수 있다’라고 생각했다. (고교 시절)고시엔에 나와 있어서 좋겠다라고 생각하면서 보던 존재였다”, “이번 결과는 우연이나 마찬가지다. (나카타와)상대할 수 있어서 즐거웠다”라고 들뜬 목소리로 말했다. 삼진을 당한 나카타 쇼는 “대단한 투수가 나왔다. (삼진 당한 공은)깜짝 놀라서 방망이를 휘둘렀다. 저것을 시즌에 들어가서 제구가 된다면 아무도 못 친다”라고 말했다. 하라 다쓰노리 감독은 “선발로서 좋은 출발을 했다”라고 칭찬하여 선발 기용을 시사하는 발언을 했다.
3월 29일, 개막 3경기째인 요코하마 DeNA 베이스타스와의 경기에서 프로 첫 등판과 동시에 첫 선발로서 마운드에 올라 6이닝을 던져 6피안타 2실점으로 호투하는 등의 활약으로 프로 첫 승리를 장식했다. 요미우리의 신인 투수로서 개막 시리즈에서의 프로 첫 등판·첫 선발·첫 승리는 1960년 개막 시리즈인 고쿠테쓰 스왈로스 2차전의 호리모토 리쓰오, 3차전인 아오키 히로아키 이래 55년 만의 일이다. 4월 5일 한신 타이거스와의 경기에서는 프로 2경기째의 등판에서 완봉 승리를 거두었다. 7월 16일에는 제1회 WBSC 프리미어 12의 일본 대표팀 제1차 후보 선수로 발탁됐다.

#### 2016년
개막 이후부터 선발 로테이션에 들어갔지만 컨디션 난조로 극도의 부진에 시달리는 등 7월부터 선발 로테이션에서 제외돼 중간 계투로 전향했다. 그 해에는 25경기에 등판(18경기는 선발 등판)하여 5승 9패, 평균 자책점 4.31을 남겼다.

#### 2017년
중간 계투로 호투하고 선발 로테이션에 복귀한 직후인 4월 19일 야쿠르트와의 경기에서 보내기 번트를 시도했을 때 투구가 오른쪽 손가락에 강타하여 부상을 당했고 다음날 등록 말소된 이후 팀 전력에서 장기 이탈했다. 부상에 의한 장기 이탈로 평균 자책점이 2점대에 머물러 승리는 겨우 1승(2패)을 올리면서 개인 최저 성적으로 시즌을 마쳤다. 오프에 FA로 요미우리에 입단한 노가미 료마의 보상 선수로 사이타마 세이부 라이온스로 이적했다.

## 플레이 스타일
사회인 야구팀 시절에 직구의 최고 속도는 153km/h(프로에 입문한 후의 최고 속도는 148km/h)이며 슈토, 포크볼, 커브, 하라 다쓰노리 감독이 명명한 ‘다카기볼’이 무기이다. 이 ‘다카기볼’은 컷 패스트볼과 슬라이더의 중간쯤에 도달하여 구부러지는 독특한 구질로, 완급을 붙인 두 가지 종류가 있다. 직구도 적당히 움직인다고 한다.
프로 데뷔 후 처음으로 타자에게 투구할 때도 ‘긴장은 하지 않았다’라고 말하면서 투구 도중에 신발끈을 다시 묶는 등 침착성과 배짱도 있다.
미쓰비시 중공업 나고야의 은사이자 감독인 사에키 이사오는 “입사할 적에는 속도만을 추구하고 있었다. 해보자하는 마음이 워낙 강해서 그런지 헛돌았고 제구도 폼도 모두 엉터리였다. 내가 가르친 건 당연한 것일 뿐이다. ‘균형을 잡아서 던지는 것’과 드래프트에서 매년과 같이 지명을 기다리고, 실패를 반복하면서 성장해 왔으니까”라고 말했다. 입사 초에는 체중이 60kg 정도 밖에 안된 것에 대해 “처음엔 선이 가늘어서 식사와 훈련 지도를 했다. ‘좀더 식단을 철저히 관리해라’, ‘과자를 먹을바엔 차라리 (영양가가 높은)검은콩이라도 먹어라!’라고 말했는데 그러자 곧바로 검은콩을 병에 담아서 갖고 다녔다. 나한테 지도를 받았다가 이렇게까지 실천하는 선수는 거의 없다. ‘정말이지 투정마저 솔직한 성격’을 지닌 선수다”라고 말했다. 식단에 대한 의식이 변하고, 몸이 커진 것으로 구위가 향상됐다.

## 에피소드
- 좋아하는 음식이 검은콩이라는 이유로 별명은 “검은콩 왕자”라고 불린다. 스프링 캠프지에서 훈련을 할 때마다 검은콩을 갖고다니는 편이다.[11]
- 미쓰비시 중공업 나고야의 사에키 감독은 “솔직한 성격으로 사람들과 만나는 것을 좋아하는 편이다. 그래서 다카기 주변에는 언제나 사람이 모인다. 원정갔을 때 다카기 주변에 사람들이 모여들었는데 모두와 얘기를 나누고 있는 중이어서 ‘아는 사람이야?’라고 물으면 ‘아니오, 막 알게 됐습니다. 모두 처음보는 얼굴들입니다’라고 말했다. 미야자키에 갔을 때도 요미우리의 선배 선수들과 소통하며 연습하고 있어서 겁이 없을 정도의 대단한 성격을 가진 선수라고 생각했다”라고 말했다.[12]
- 스프링 캠프에서는 연습 후 선배들이 동승하는 송영차로 먼저 돌아가, 1시간 정도 팬들에게 사인을 하기 때문에 숙소로 돌아가는 것이 일과가 되는 등 팬 서비스를 중요하게 여기고 있다.[12]
- 요미우리 팬들 가운데에 ‘하야TWO’라는 애칭이 퍼져있다. 이것은 다카기의 입단 전부터 요미우리에 다카기 교스케와 사카모토 하야토가 소속돼있었기 때문에 이바타 히로카즈가 다카기를 이들 두 사람과 구별하기 위한 목적으로 고안된 것이다.

## 상세 정보

### 출신 학교
- 가이세이 고등학교

### 선수 경력
사회인 시대
- 미쓰비시 중공업 나고야

프로팀 경력
- 요미우리 자이언츠(2015년 ~ 2017년)
- 사이타마 세이부 라이온스(2018년 ~ )

### 수상·타이틀 경력
- 월간 MVP : 1회(2015년 3·4월)
- 스피드업상 : 1회(2015년)
- 도쿄 돔 MVP 신인 특별상(2015년)
- 월간 앳홈 히어로상 : 1회(2015년 3·4월)

### 개인 기록

#### 투수 기록
- 첫 등판·첫 선발 등판·첫 승리·첫 선발 승리 : 2015년 3월 29일, 대 요코하마 DeNA 베이스타스 3차전(도쿄 돔), 6이닝 2실점 5탈삼진
- 첫 탈삼진 : 상동, 1회초에 구와하라 마사유키로부터 루킹 삼진
- 첫 완투·첫 완봉 승리 : 2015년 4월 5일, 대 한신 타이거스 3차전(도쿄 돔), 9이닝 2피안타 7탈삼진 ※구단 신인 투수로서의 완봉 승리는 2011년 사와무라 히로카즈 이래였고, 신인 로테이션 투수로서의 연승은 2000년 다카하시 히사노리 이래 15년 만의 사례

#### 타격 기록
- 첫 타석 : 2015년 3월 29일, 대 요코하마 DeNA 베이스타스 3차전(도쿄 돔), 2회말에 미시마 가즈키로부터 루킹 삼진
- 첫 안타 : 상동, 5회말에 하야시 마사노리로부터 좌전 안타

#### 기타
- 올스타전 출장 : 1회(2015년)

### 등번호
- 54(2015년 ~ 2017년)
- 20(2018년 ~ )

### 연도별 투수 성적
| 연 도      | 소 속      | 등 판 | 선 발 | 완 투 | 완 봉 | 무 4 구 | 승 리 | 패 전 | 세 이 브 | 홀 드 | 승 률 | 타 자 | 이 닝 | 피 안 타 | 피 홈 런 | 볼 넷 | 고 4 | 몸 맞 | 탈 삼 진 | 폭 투 | 보 크 | 실 점 | 자 책 점 | 평 자 책 | W H I P |
| ---------- | ---------- | ----- | ----- | ----- | ----- | ------- | ----- | ----- | -------- | ----- | ----- | ----- | ----- | -------- | -------- | ----- | ---- | ----- | -------- | ----- | ----- | ----- | -------- | -------- | ------- |
| 2015년     | 요미우리   | 26    | 25    | 1     | 1     | 0       | 9     | 10    | 0        | 0     | .474  | 678   | 163.2 | 143      | 16       | 47    | 1    | 8     | 131      | 6     | 0     | 66    | 58       | 3.19     | 1.16    |
| 2016년     | 요미우리   | 25    | 18    | 0     | 0     | 0       | 5     | 9     | 0        | 0     | .357  | 504   | 117.0 | 121      | 15       | 36    | 0    | 7     | 91       | 4     | 1     | 61    | 56       | 4.31     | 1.34    |
| 2017년     | 요미우리   | 16    | 2     | 0     | 0     | 0       | 1     | 2     | 0        | 1     | .333  | 108   | 27.1  | 20       | 4        | 5     | 0    | 3     | 15       | 0     | 0     | 9     | 8        | 2.63     | 0.91    |
| 통산 : 3년 | 통산 : 3년 | 67    | 45    | 1     | 1     | 0       | 15    | 21    | 0        | 1     | .417  | 1290  | 308.0 | 284      | 35       | 88    | 1    | 18    | 237      | 10    | 1     | 136   | 122      | 3.56     | 1.21    |

- 2017년 시즌 종료 기준.